# Sveriges bästa idrottsstad
Sveriges bästa idrottsstad är ett pris som årligen delas ut av SVT Sport. Priset går till den kommun som totalt lyckats bäst det senaste året enligt juryn, vars motto är "prestation efter population". Vad som bedöms är framförallt idrottsliga framgångar för enskilda idrottare och idrottslag från kommunen.
För att vara aktuell för att bli utsedd till den bästa idrottsstaden under ett år måste kommunen uppfylla följande kriterier:
- Kommunen måste vara hem för minst fyra lag/föreningar på elitnivå i någon av totalt 35 olika sporter.
- Minst ett av dessa fyra lag/föreningar måste vid brytpunkt 1 juni tillhöra högsta ligan i någon av de sju största lagsporterna i Sverige (fotboll, ishockey, handboll, basket, innebandy, bandy eller speedway).

Juryn som utser priset består av 25 TV-tittare och 25 anställda/specialinbjudna på SVT Sport. Alla jurymedlemmar plockar fram sin egen topp 10, dessa summeras sedan. Maximal jurypoäng är 500p. Utdelning sker i samband med SM-veckan.

## Resultat
Poängen nedan är jurypoäng.
| År   | Etta       | Etta  |            | Tvåa     | Tvåa      |       | Trea  | Trea |
| År   | Stad       | Poäng | Stad       | Poäng    | Stad      | Poäng |       |      |
| ---- | ---------- | ----- | ---------- | -------- | --------- | ----- | ----- | ---- |
| 2011 | Örebro     | 406   | Göteborg   | 363      | Stockholm | 298   |       |      |
| 2012 | Göteborg   | 343   | Umeå       | 333      | Solna     | 326   |       |      |
| 2013 | Göteborg   | 320   | Solna      | 310      | Karlstad  | 241   |       |      |
| 2014 | Malmö      | 381   | Solna      | 287      | Göteborg  | 272   |       |      |
| 2015 | Malmö      | 315   | Örebro     | 274      | Karlstad  | 266   |       |      |
| 2016 | Göteborg   | 336   | Malmö      | 257      | Karlstad  | 231   |       |      |
| 2017 | Jönköping  | 426   | Umeå       | 319      | Uppsala   | 238   |       |      |
| 2018 | Umeå       | 330   | Uppsala    | 307      | Linköping | 270   |       |      |
| 2019 | Partille   | 320   | Umeå       | 320      | Solna     | 229   |       |      |
| 2020 | Umeå       | 425   | Jönköping  | 284      | Karlstad  | 255   |       |      |
| 2021 | Umeå       | 299   | Örebro     | 289      | Göteborg  | 287   |       |      |
| 2022 | Norrköping | 407   | Karlstad   | 321      | Umeå      | 258   |       |      |
| 2023 | Göteborg   | 380   | Norrköping | 359      | Luleå     | 289   |       |      |
| 2024 | Göteborg   | 355   |            | Partille | 346       |       | Luleå | 275  |